# 雲漢邨

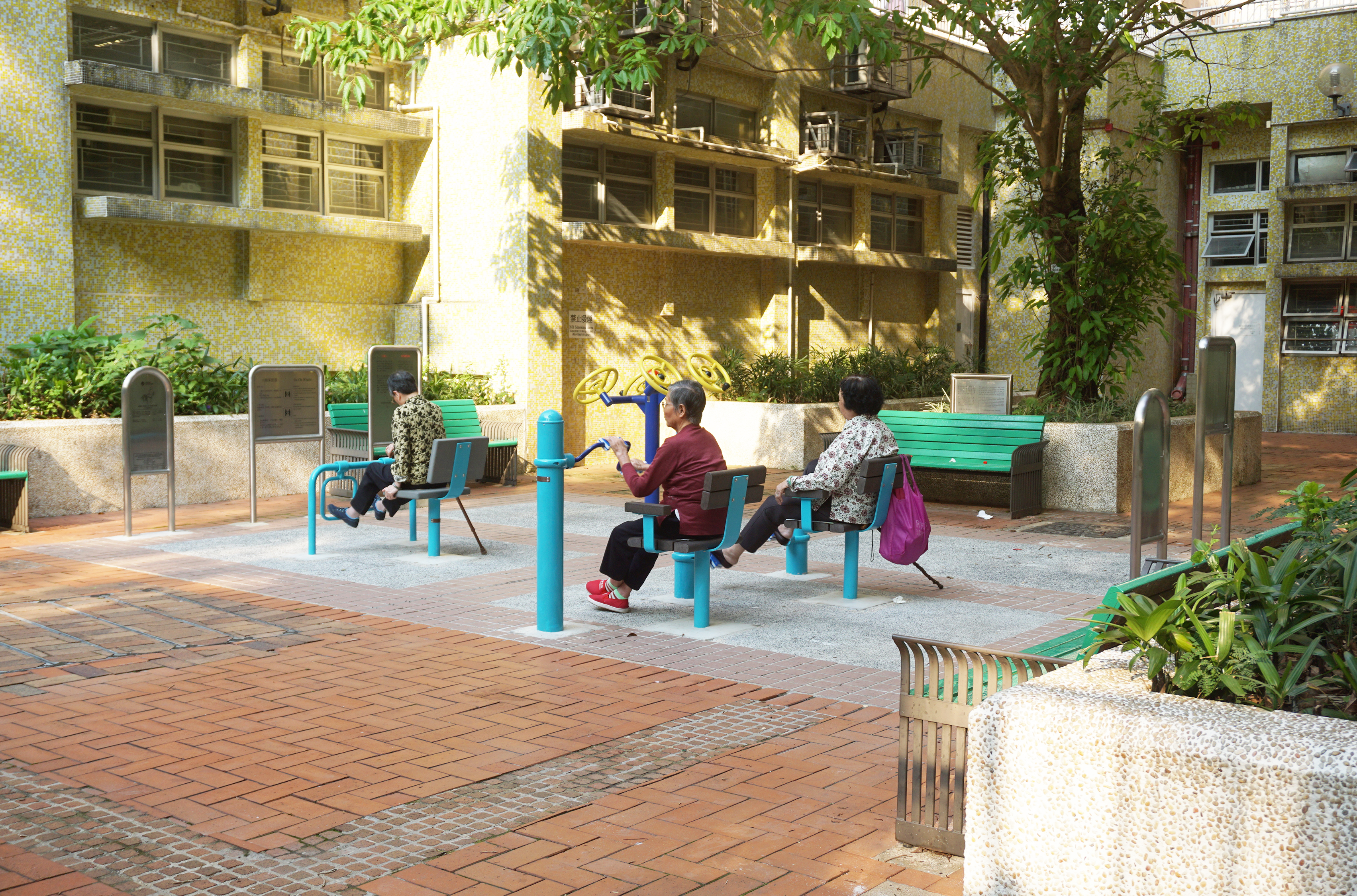
健體區

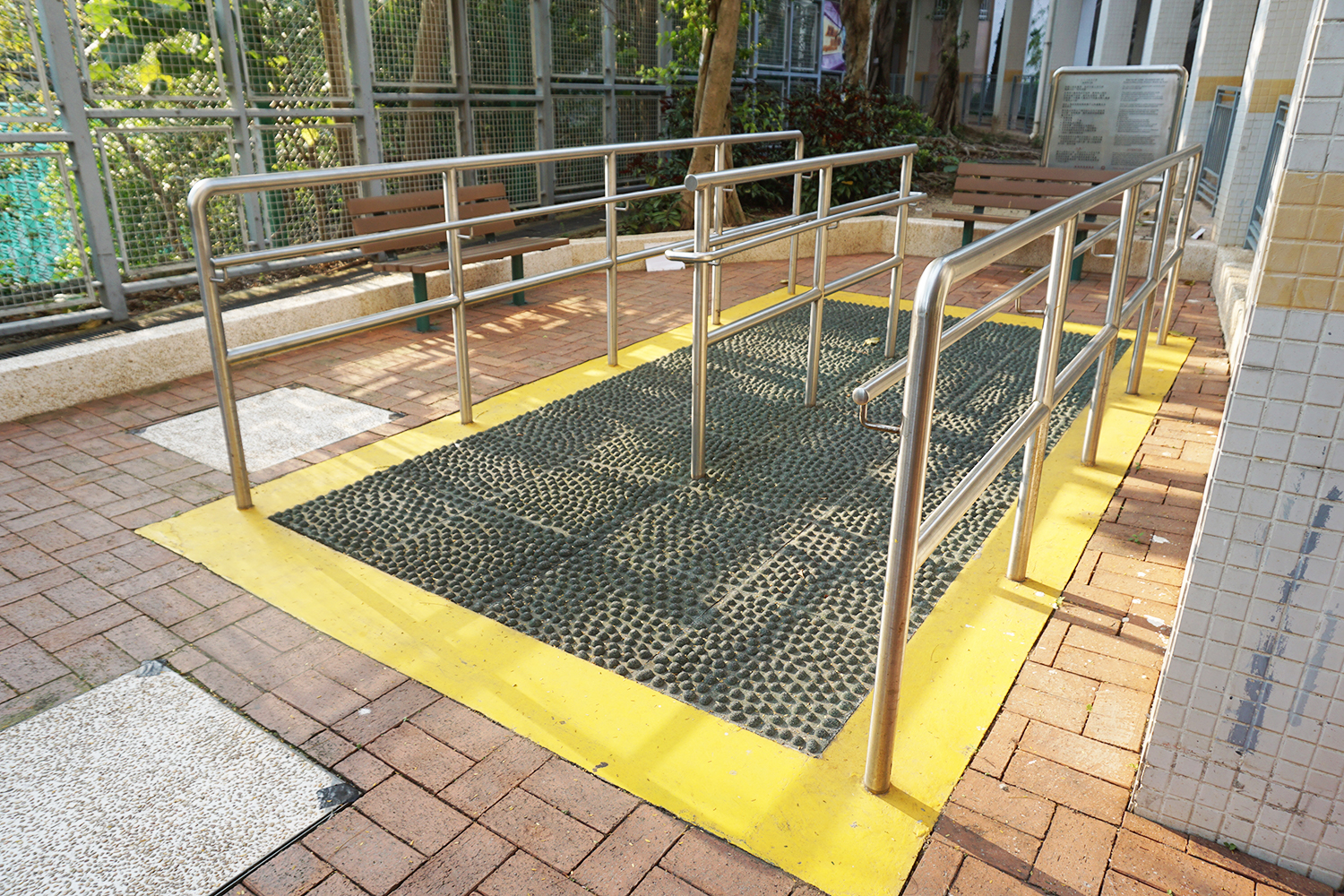
卵石路步行徑

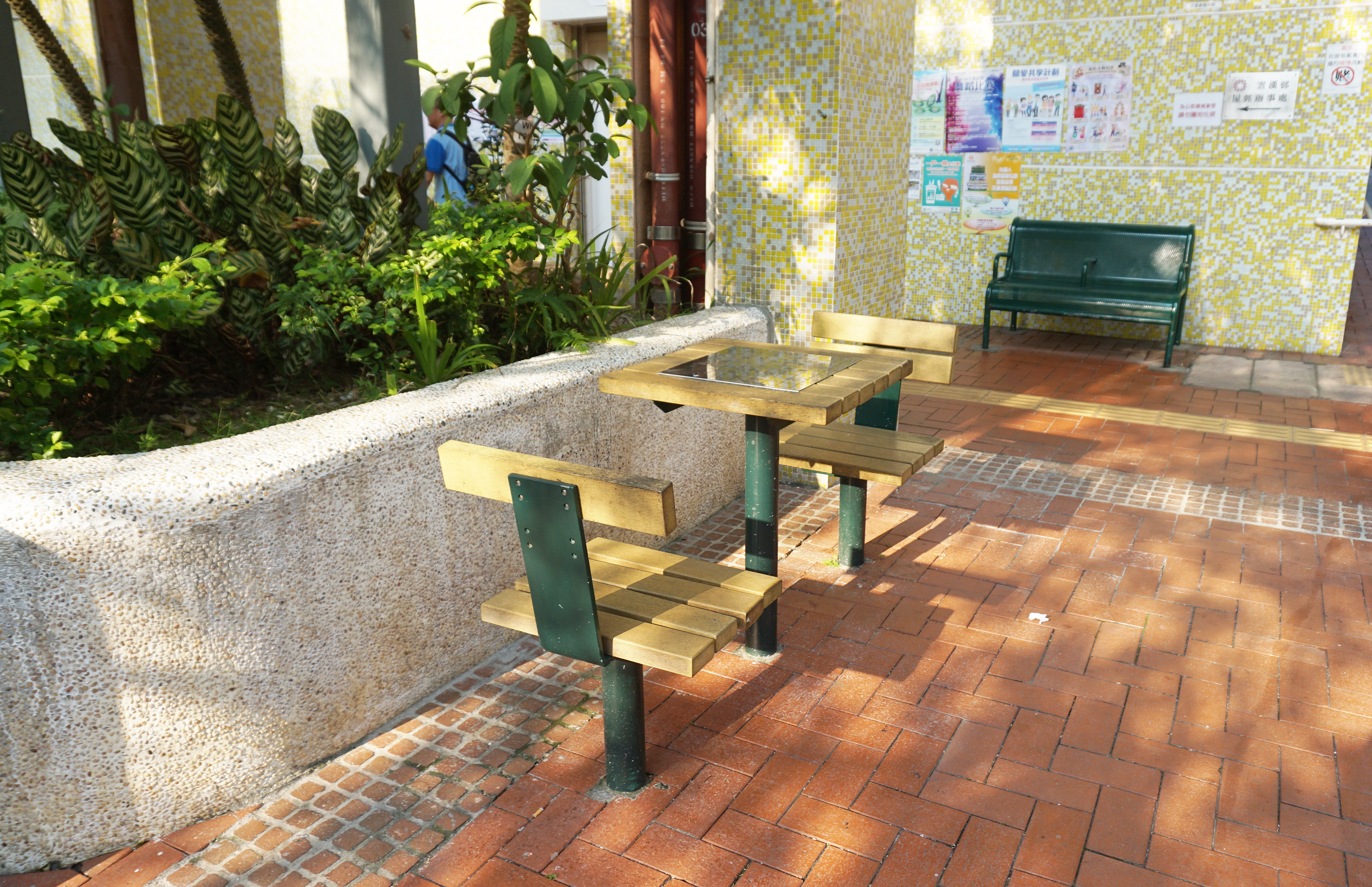
棋藝區

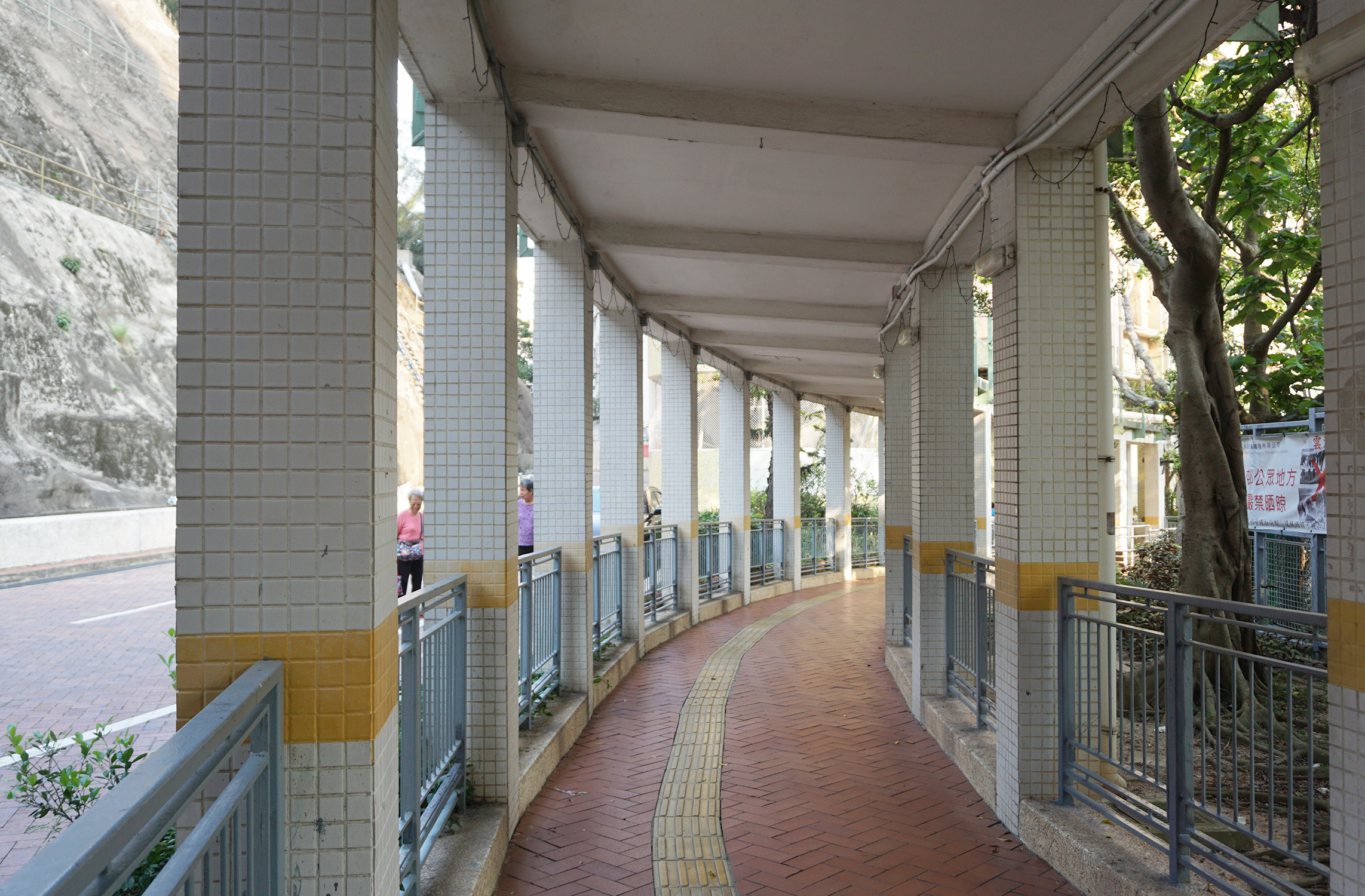
有蓋行人通道

雲漢邨（英語：Wan Hon Estate）是香港九龍觀塘區的公共屋邨，由房屋委員會及房屋署發展，由興業建築師事務所有限公司設計，協興建築有限公司承建。屋邨的具體位置在康寧道與瑞寧街之間的雲漢街，因而命名為雲漢邨。
由於雲漢邨當初是為安置區內牛頭角上邨9－12座、藍田邨5－6座等重建戶而設，所以屋邨是為1至2人單位為主；不過亦設有家庭單位、由一至三睡房不等。

## 歷史
雲漢邨前身為寮屋區，與康寧道遊樂場現址相連。後來由於興建康寧道遊樂場，寮屋區於70年代中期被拆卸，但原寮屋區部份區域一直丟空至1995年興建雲漢邨為止。

## 屋邨資料

### 樓宇
| 樓宇名稱（座號） | 門牌號碼   | 樓宇類型     | 落成年份 | 層數 | 每層伙數     | 每座單位總數（伙） | 建築師                   | 承建商           | 提供升降機的廠商 |
| ---------------- | ---------- | ------------ | -------- | ---- | ------------ | ------------------ | ------------------------ | ---------------- | ---------------- |
| 漢松樓（A座）    | 雲漢街15號 | 小型單位大廈 | 1998年   | 21   | 30（1-20樓） | 600                | 興業建築師事務所有限公司 | 協興建築有限公司 | 三菱             |
| 漢柏樓（B座）    | 雲漢街15號 | 小型單位大廈 | 1998年   | 21   | 18（7-20樓） | 252                | 興業建築師事務所有限公司 | 協興建築有限公司 | 三菱             |

邨內設有老人中心、健體區、棋藝區、卵石徑及小型露天停車場，不過邨內並不設兒童遊樂場。

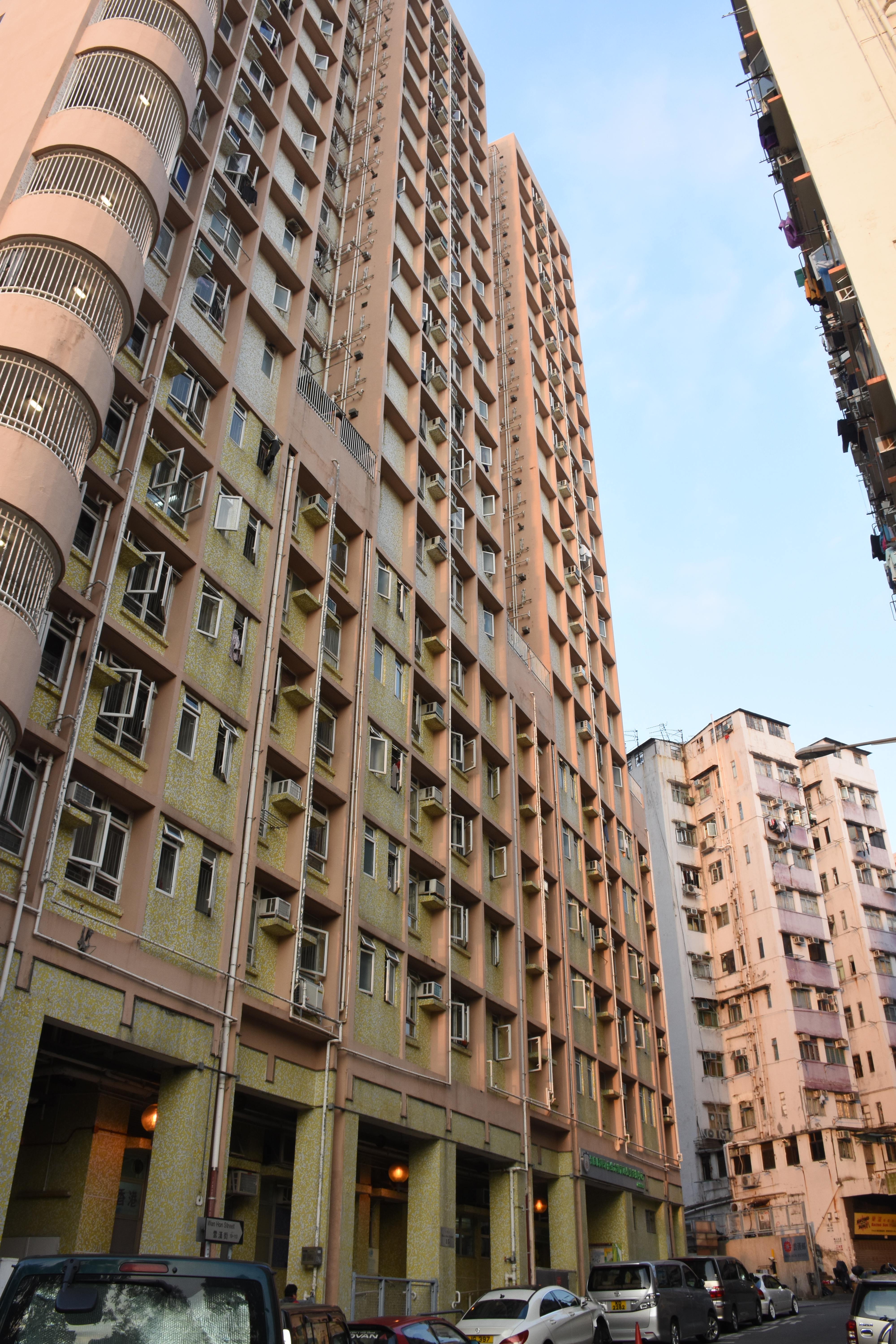
雲漢邨漢柏樓，地面設有一間保良局老人中心
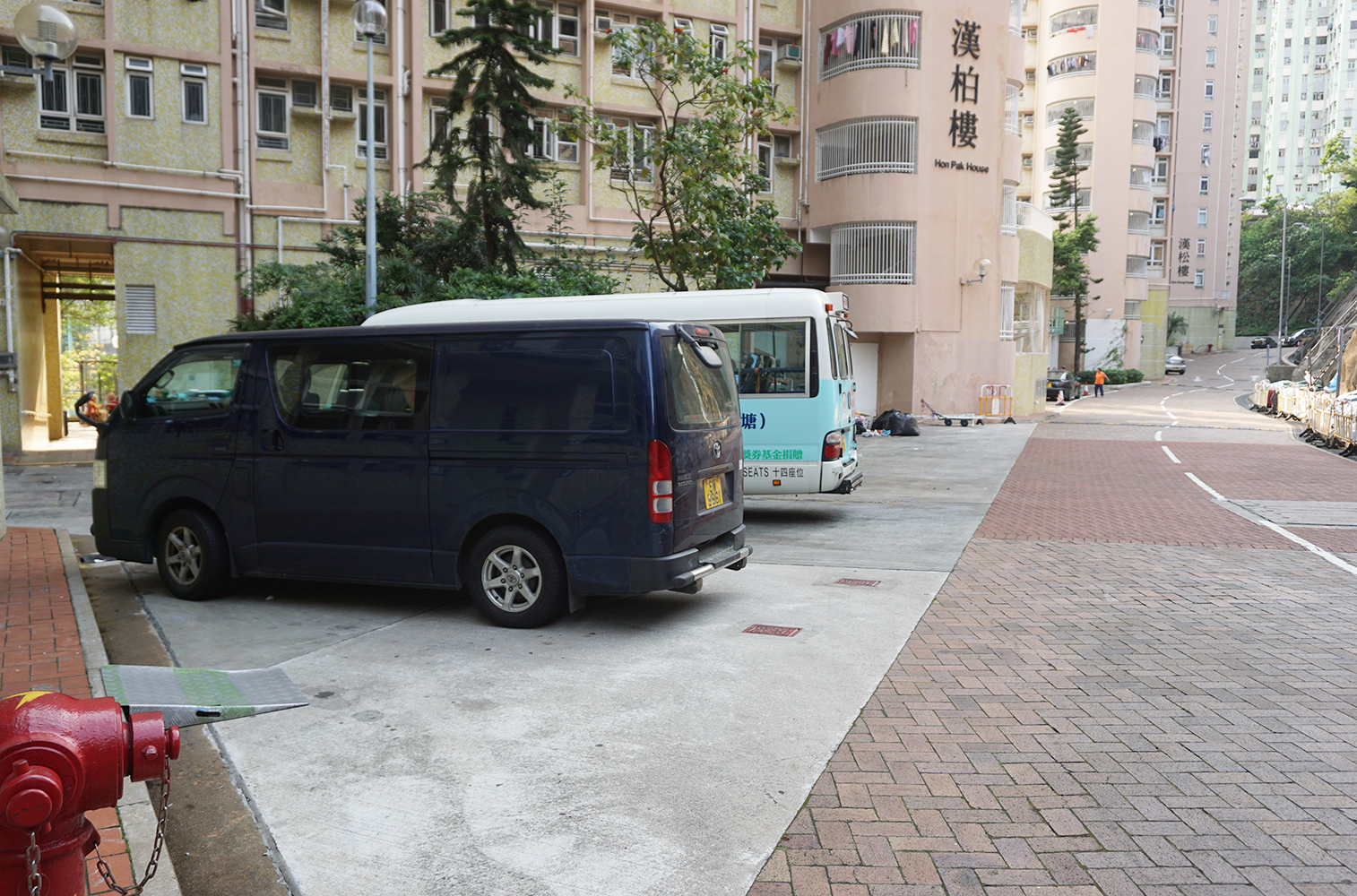
停車場

## 教育

### 幼兒園
- 佛教慈慧幼兒園 （页面存档备份，存于） （1998年創辦）